# قرقاول گوشدار سفید
قرقاول گوشدار سفید (نام علمی: Crossoptilon crossoptilon) نام یک گونه از زیرخانواده قرقاولیان است.